# C.S. Marítimo
Marítimo je nogometni klub iz grada Funchala na otočju Madeiri u Portugalu.

## Klupski uspjesi
- prvenstva: 1925./26.

- kup: doprvaci 1994./95. i 2000./01.

Kao sudionici trećeligaških natjecanja, bili su prvaci liga južne zone 1976/77., 1981/82. i 1984/85.
Od međunarodnih nastupa, u europskim kupovima su sudjelovali 1993/94., 1994/95., 1998/99., 2001/02. i 2003/04.

## Rivalstva
Veliko je rivalstvo je sa suotočanima, Nacionalom Madeira.

## Poznati igrači i treneri
- Jorge Costa (Jorge Paulo Costa Almeida)
- Nuno Valente
- Paulo Alves

## Vanjske poveznice
- https://web.archive.org/web/20081021170957/http://www.csmaritimo.pt/ - Službene stranice